# Tadeusz Wegner
Tadeusz Wegner (Wagner) (ur. 31 sierpnia 1928 w Saint-Étienne, zm. 17 sierpnia 1994) – polski dyplomata, działacz partyjny i młodzieżowy, konsul generalny PRL w Lille (1966–1970), ambasador PRL w Kolumbii (1975–1980).

## Życiorys
Urodził się w rodzinie robotniczej na terenie Francji, w tym kraju działał w polonijnej organizacji Związek Młodzieży Polskiej „Grunwald”. Po repatriacji w 1946 został etatowym pracownikiem Związku Młodzieży Wiejskiej, następnie Związku Młodzieży Polskiej, od 1952 do 1956 był sekretarzem zarządu gminnego ZMP. Wstąpił do Polskiej Zjednoczonej Partii Robotniczej, ukończył studia historyczne w Wyższej Szkole Nauk Społecznych przy KC PZPR.
W 1957 został zatrudniony w polskiej służbie zagranicznej. Przebywał na placówkach zagranicznych, m.in. w konsulacie generalnym PRL w Lille (ok. 1960); później w latach 1966–1970 był polskim konsulem generalnym w tej placówce. Zajmował stanowiska kierownicze w Ministerstwie Spraw Zagranicznych, w tym jako dyrektor Biura Tłumaczy (1974). Od 14 października 1975 do 6 grudnia 1979 (faktycznie do 2 sierpnia 1979) zajmował stanowisko ambasadora PRL w Kolumbii. Został pierwszym polskim ambasadorem w tym kraju po uruchomieniu placówki dyplomatycznej (wcześniej Polskę reprezentował poseł rezydujący w Wenezueli). W latach 1986–1989 był dyrektorem Instytutu Polskiego w Paryżu. 
Pochowany na Cmentarzu Komunalnym Północnym w Warszawie.